# Myší věž v Krušvici
Myší věž v Krušvici (polsky Mysia Wieża) je cihlová, osmiboká věž, vysoká 32 m, která se nachází v obci Krušvice (polsky Kruszwica), u jezera Goplo, na Řepovském poloostrově. Zajímavostí této věže je to, že uvnitř má válcovitý tvar. Otvory, které jsou ve stěnách, nejsou okenní otvory, ale otvory, které jsou pozůstatky po lešení.
Věž je součásti bývalého zámku v Krušvici, který byl postaven polským králem Kazimírem III. Velikým. Původně mělo jít o hlásnou věž, před nájezdy Křižáků. Později, po úpadku tohoto řádu se stala sídlem kastelánie a radnice obce. Zámek byl zničen za Třicetileté války, kdy jej po do povětří vyhodily švédská vojska v roce 1657. Věž se dochovala a od roku 1895 je turistickou atrakcí v Krušvici a vyhlídkovým místem. Z jejího vrcholu je možno vidět Inowrocław, Střelno (polsky Strzelno), Radějov (polsky Radziejów).

## Legenda
Existuje několik legend, které jsou spojeny s Myší věží. Název navazuje na legendu o Popielovi, legendárního panovníka v Polsku, který byl vyhnán kmenem Polanů, Siemovítem (předek Měška I.).
Legenda je zapsána v Polské Kronice (Gesta principum Polonorum) Galluse Anonymuse. Příběh se však měl odehrát 400 před vznikem této současné cihlové věže a na tomto místě ji zaznamenává až Velkopolská kronika (polsky Kronika wielkopolska). Populárně naučná teorie hovoří o tom, že legenda vznikla na základě převzetí některé legendy ze západoevropských zdrojů, kdy podobný příběh o zlém panovníkovi, který byl ve věži sežrán myšmi, existuje na území Německa a týká se věže v městě Binden nad Rýnem (německy Bingen am Rhein). Přesto, jak poukázal Jacek Banaszkiewič (polsky Jacek Banaszkiewicz), legenda, kterou zapsal Gallus Anonymus, nemohla být převzata z německých zdrojů, protože se objevila dříve, a to na základě vzniku "myších legend" a je prostě prvkem symboliky praindoevropských jazyků.

## Galerie

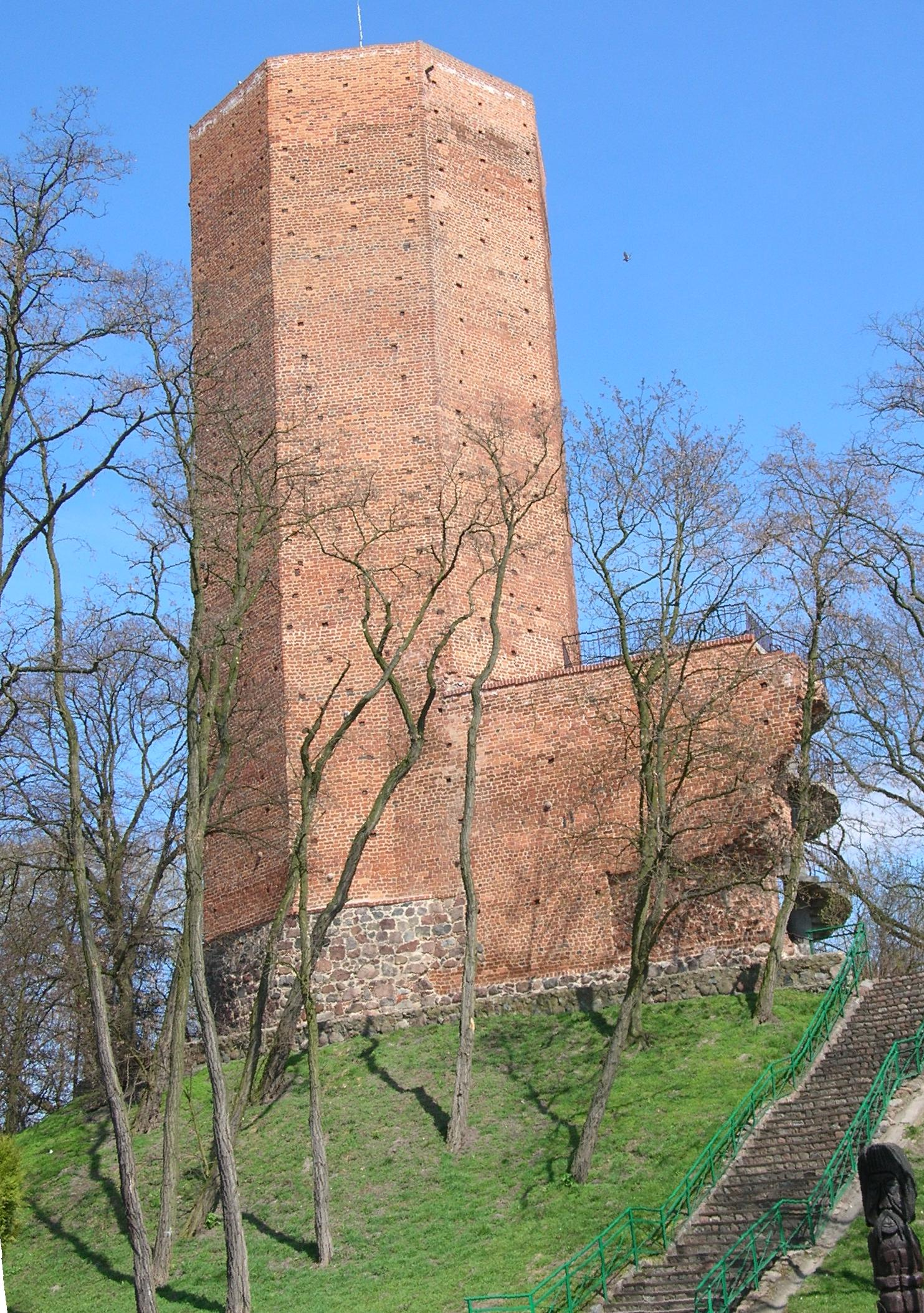
Věž při slunečném dni.
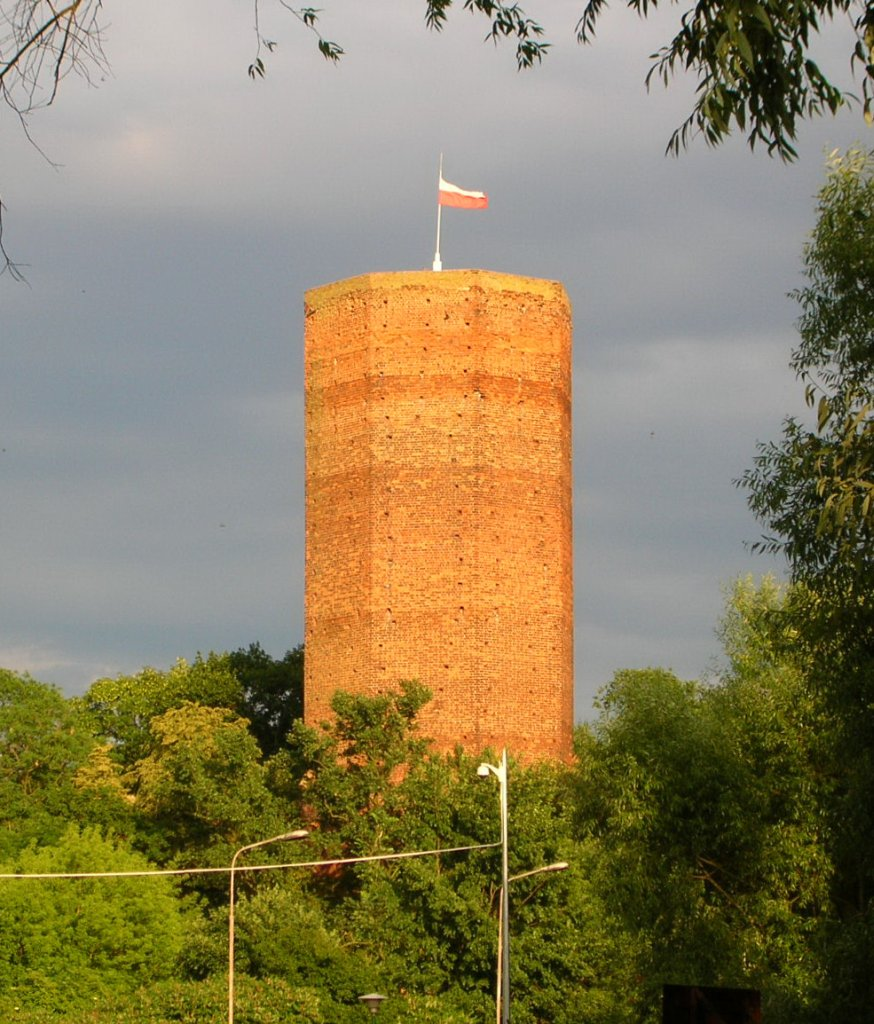
Věž v západu slunce.
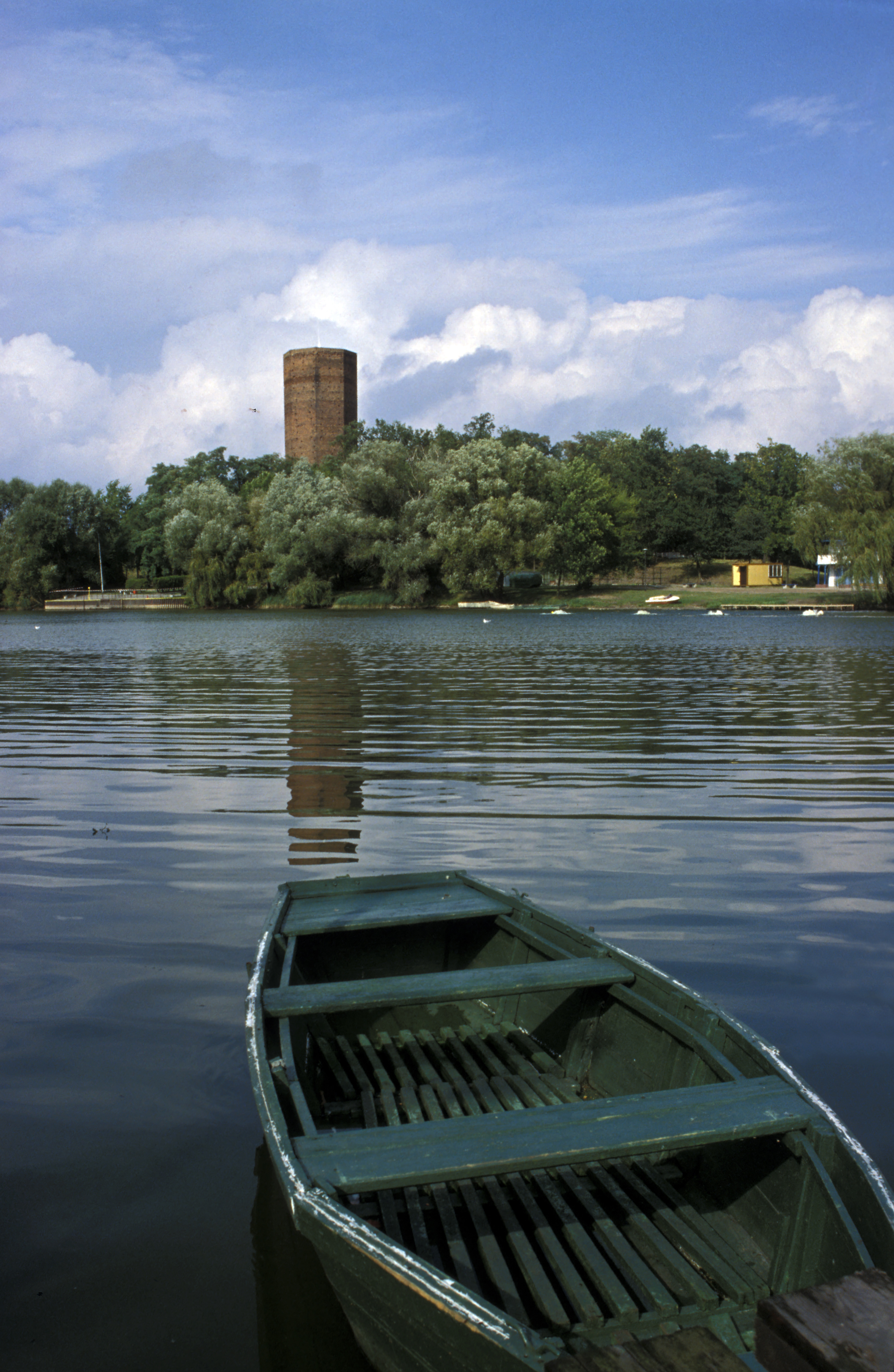
Pohled od jezera Goplo.
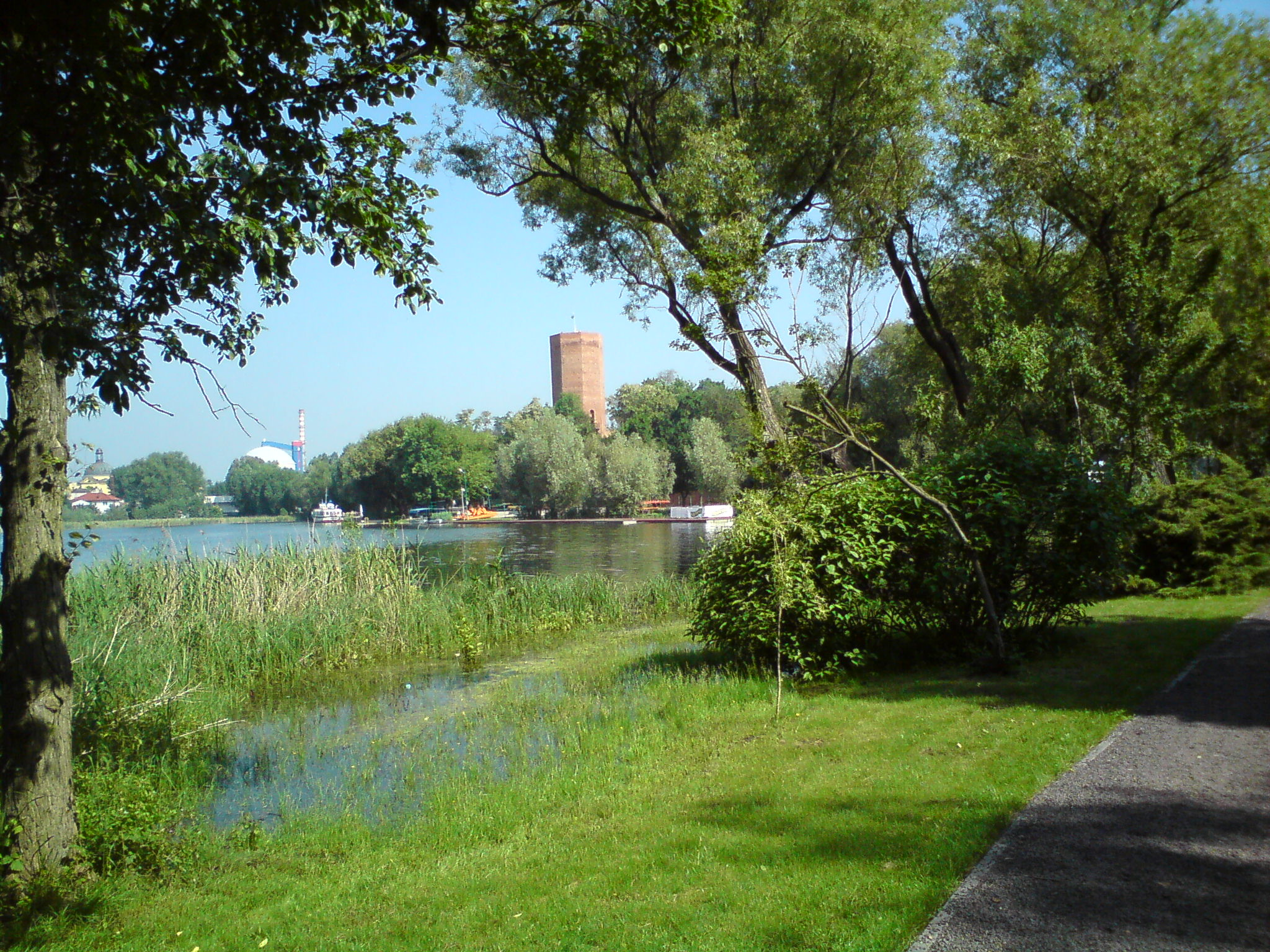
Pohled od Řepovského poloostrova.
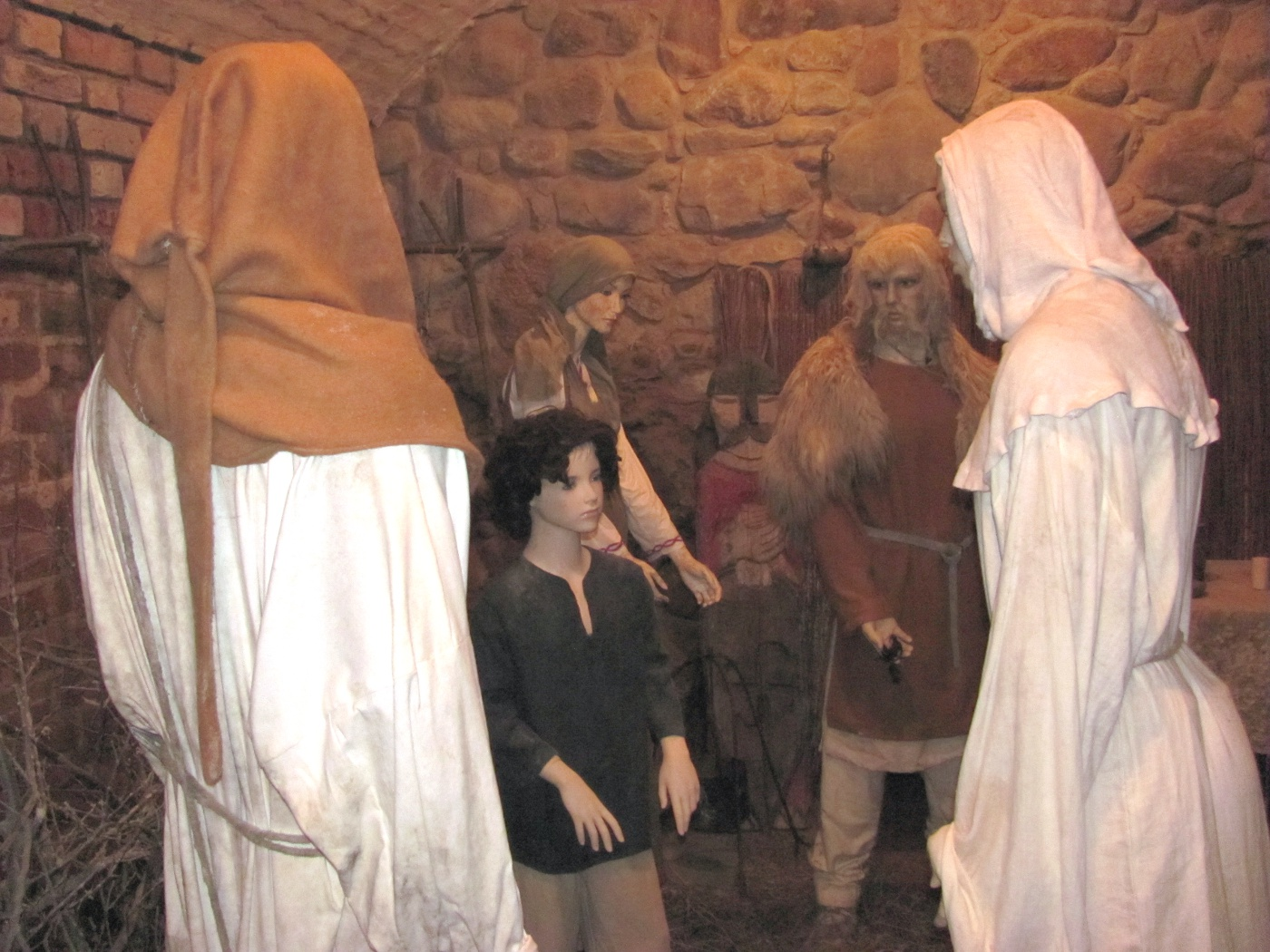
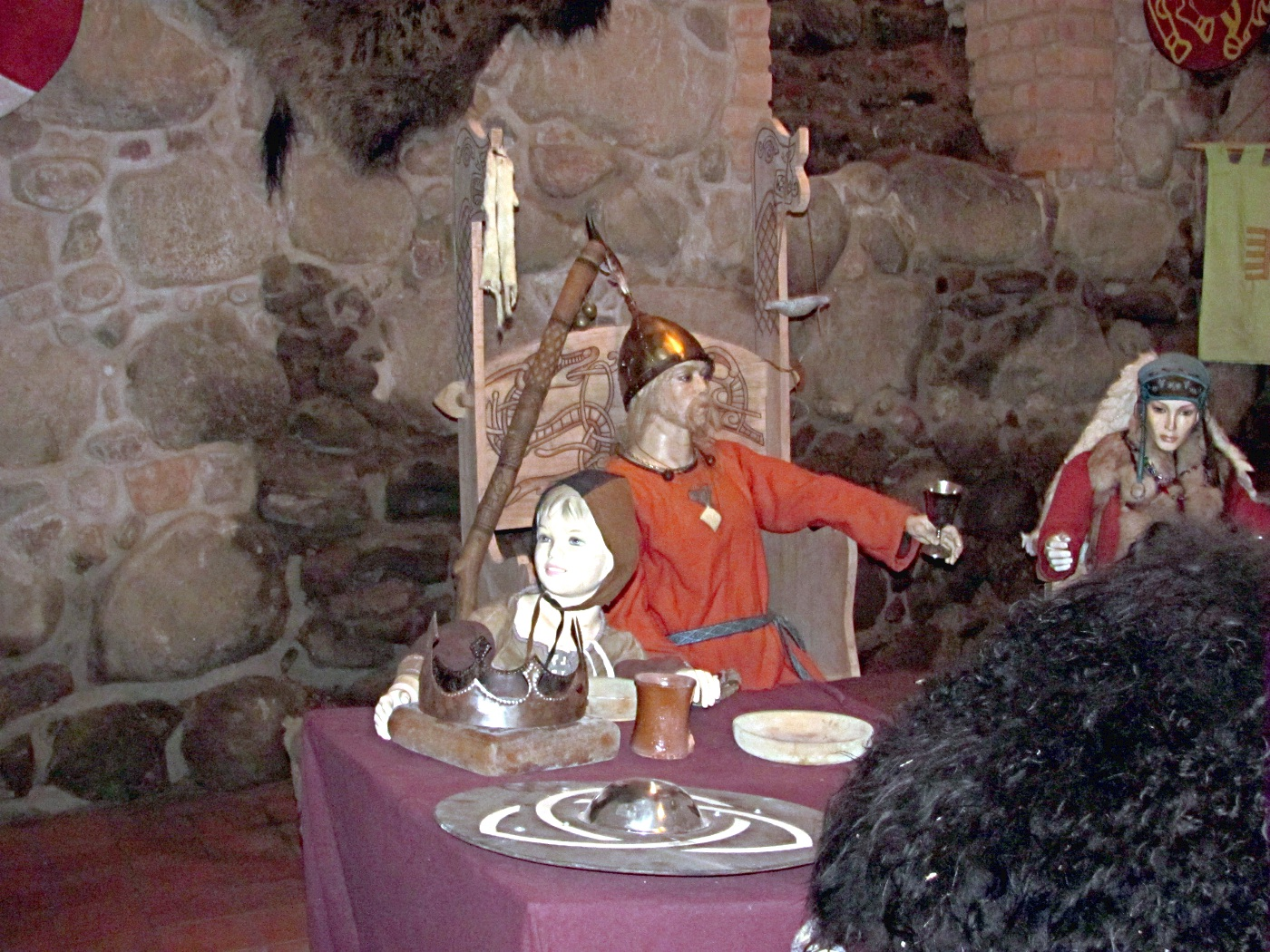
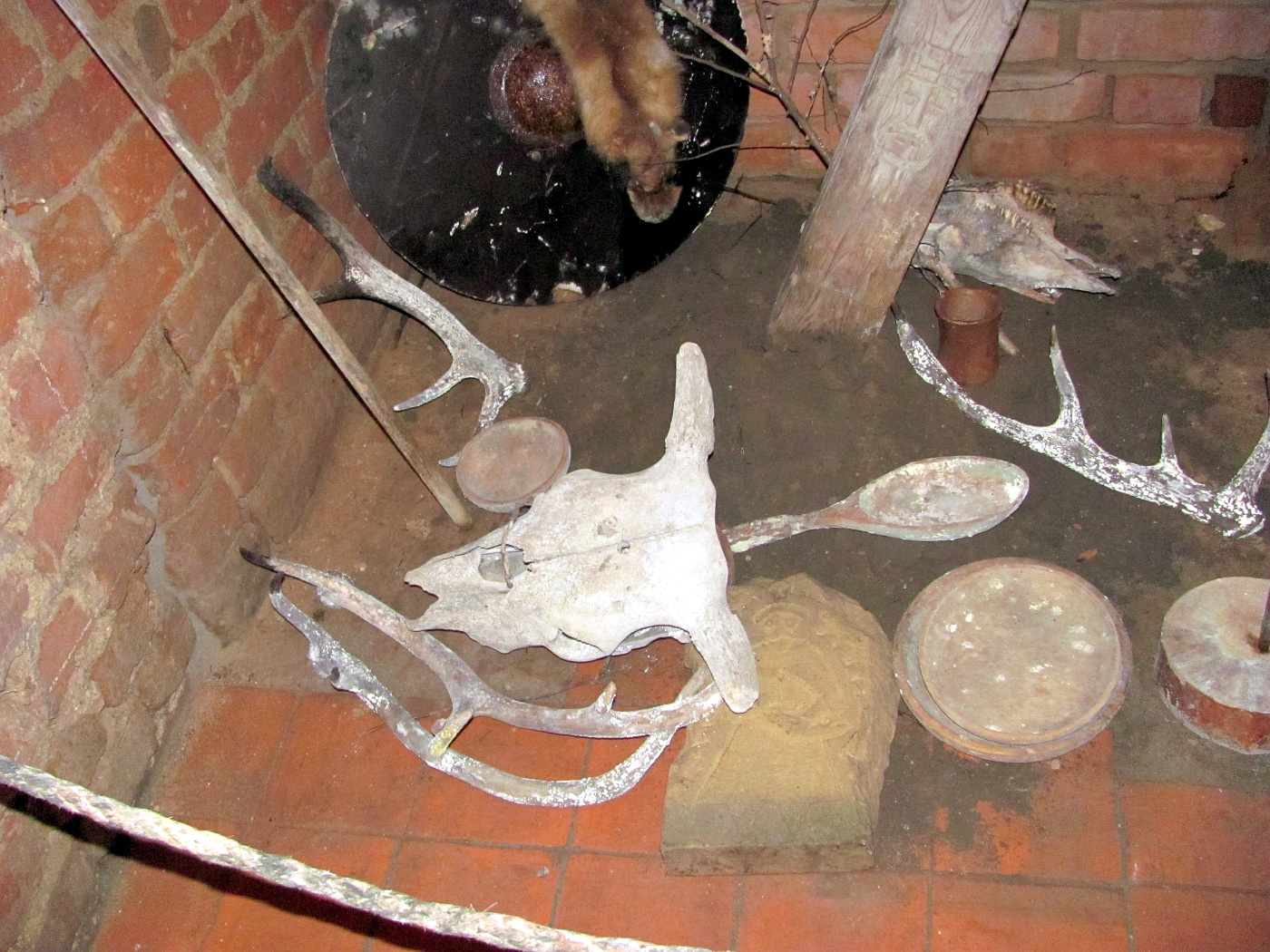
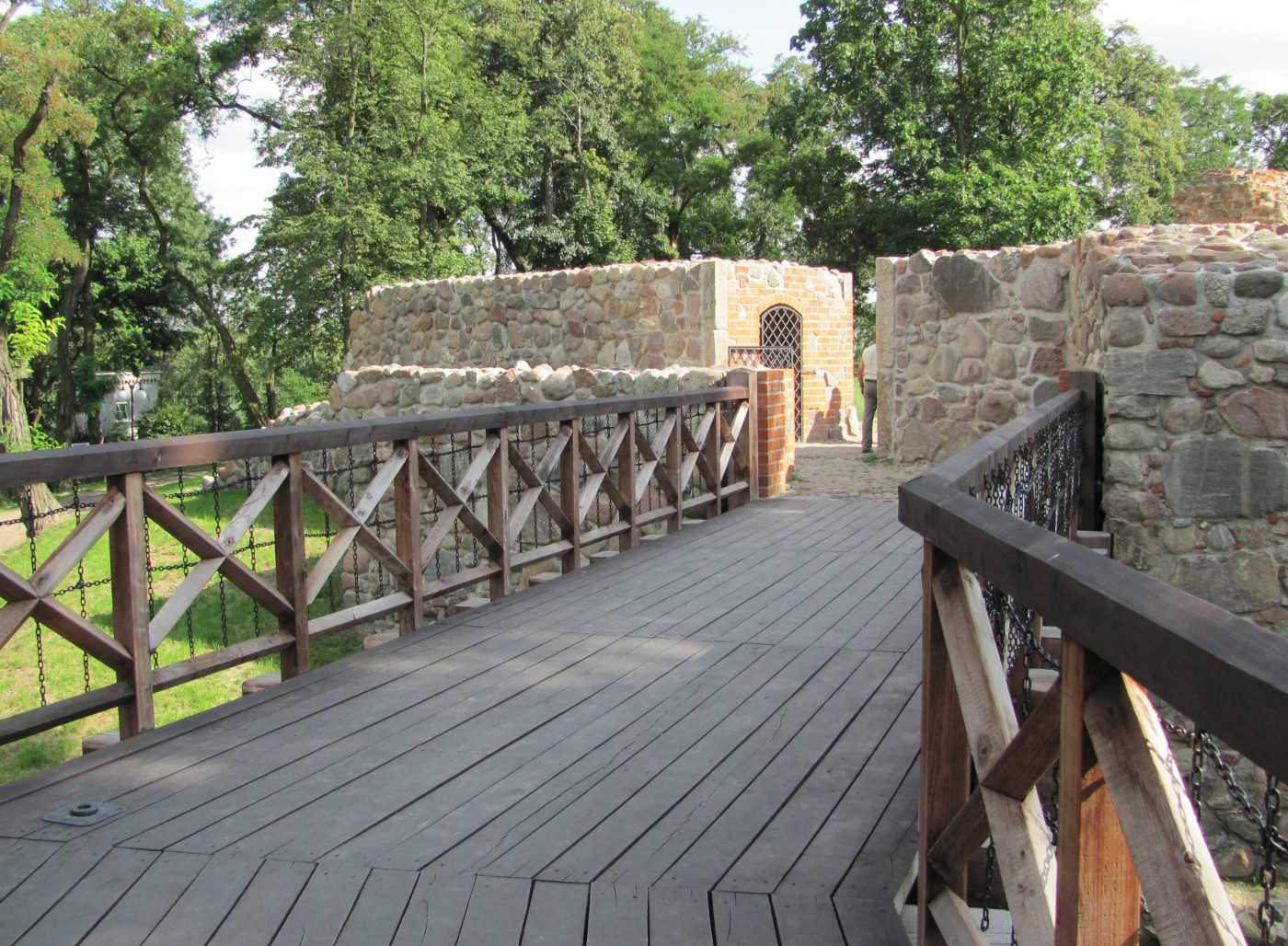
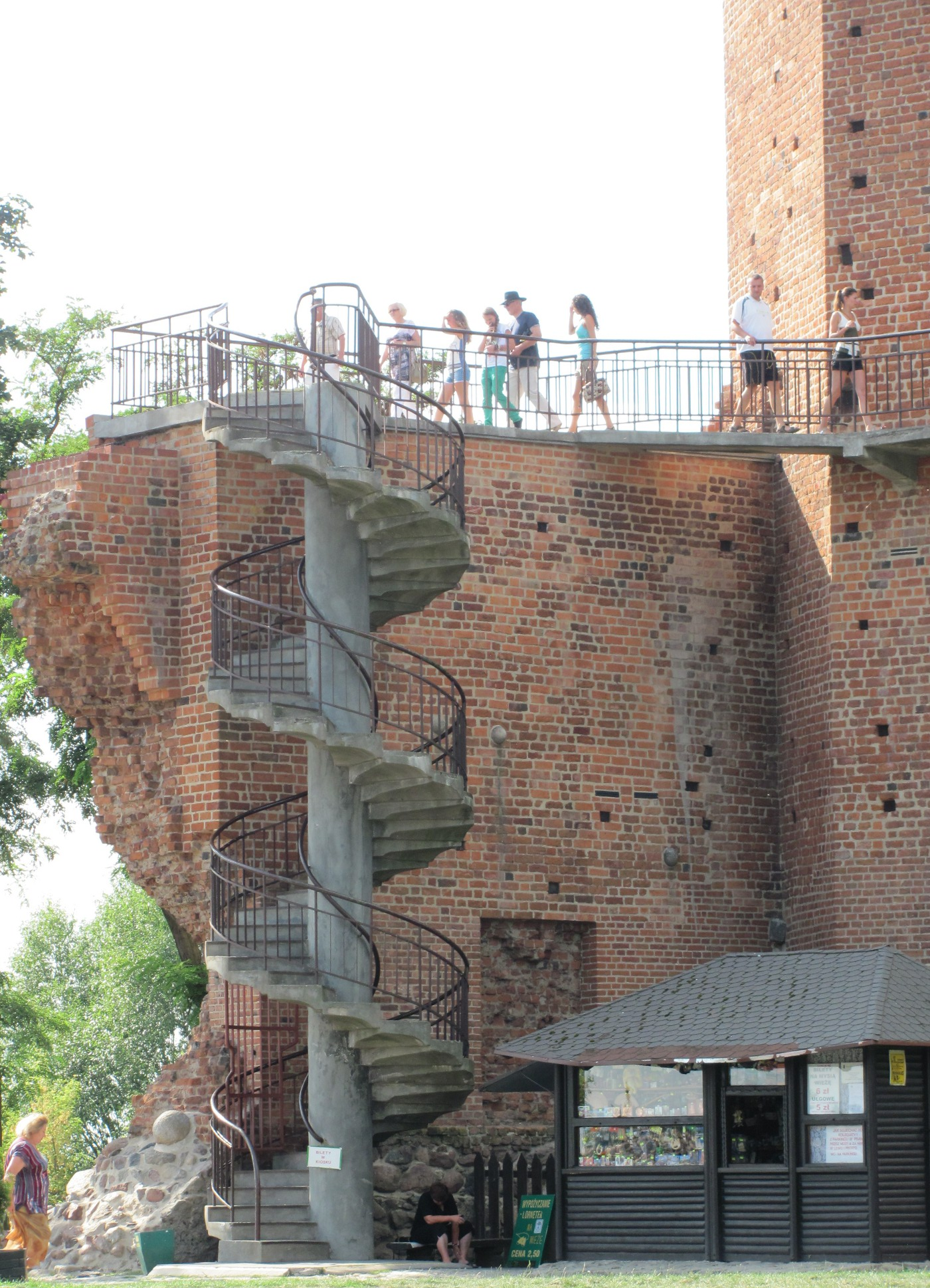